# ماكس تاوت
ماكس تاوت (بالألمانية: Max Taut)‏ (و. 1884 – 1967 م) هو مهندس معماري ألماني، ولد في كونيغسبرغ، توفي في برلين، عن عمر يناهز 83 عاماً.

## جوائز
حصل على جوائز منها:

جائزة برلين للفنون ‏ (1955)

## روابط خارجية
- ماكس تاوت على موقع مونزينجر (الألمانية)